# Liste der Arbeitslager im Autonomen Gebiet Tibet
Umerziehung durch Arbeit ist ein System von Arbeitslagern der Volksrepublik China. Diese Liste führt solche Arbeitslager im Autonomen Gebiet Tibet auf. 
| Name                             | Name des Unternehmens | Stadt/Kreis/Distrikt | Dorf/Stadt | Gründungsjahr | Kommentare |
| -------------------------------- | --------------------- | -------------------- | ---------- | ------------- | ---------- |
| Umerziehung durch Arbeit Changdu |                       |                      |            |               |            |
| Umerziehung durch Arbeit Duilong |                       |                      |            |               |            |
| Umerziehung durch Arbeit Lhasa   |                       | Lhasa                |            |               |            |
| Umerziehung durch Arbeit Ngari   |                       | Präfektur Ngari      | Shiquanhe  | 2004          |            |
| Umerziehung durch Arbeit Rikaze  |                       |                      |            |               |            |

## Quelle
- Laogai Handbook (2007–2008). (PDF; 3,5 MB) The Laogai Research Foundation, 2008, abgerufen am 10. Januar 2011.